# 津軽國芳隆
津軽國 芳隆（つがるくに よしたか、1941年5月15日 - 没年不明 ）は、春日野部屋所属の元力士。本名は秋元 久伍（あきもと ひさご）。現在の青森県北津軽郡中泊町出身。183cm、109kg。最高位は東十両3枚目。得意技は左四つ、寄り。

## 経歴
子供の時から相撲が好きで取っており、中泊町立中里中学校3年の夏休みで上京し同郷の幕下・十三ノ浦が所属する春日野部屋を訪ねて入門した。入門するにあたって墨田区内にある墨田区立堅川中学校に転校した。
1957年1月場所に初土俵。出世は早くなかったが、着実に番付を上げ、1964年5月場所に東幕下12枚目で7戦全勝の優勝同点の成績を残し、翌7月場所に十両昇進。その場所は4勝11敗と大きく負け越し、1場所で幕下に陥落。その後はしばらく幕下で低迷していたが1966年3月場所に西幕下6枚目で再び7戦全勝の優勝同点の成績を残し、翌5月場所に十両に復帰する。その場所を8勝7敗と勝ち越すと、7月場所は11勝4敗と二桁勝利を挙げる。自己最高位となる東十両3枚目まで躍進した9月場所は中盤まで好調だったが、左足首を捻挫して途中休場、再出場したが負け越しに終わり幕内昇進のチャンスを逃してしまった。その後は成績が下降し1967年5月場所に幕下に陥落、翌7月場所を以て26歳で廃業した。

## 主な成績
- 通算成績：258勝241敗10休  勝率.517
- 十両成績：43勝60敗2休  勝率.417
- 現役在位：63場所
- 十両在位：7場所

### 場所別成績
| | 一月場所 初場所（東京） | 三月場所 春場所（大阪） | 五月場所 夏場所（東京） | 七月場所 名古屋場所（愛知） | 九月場所 秋場所（東京） | 十一月場所 九州場所（福岡） |
| --- | ----------------------- | ----------------------- | ----------------------- | --------------------------- | ----------------------- | --------------------------- |
| 1957年 （昭和32年） | （前相撲）              | 東序ノ口14枚目 5–3      | 西序二段101枚目 5–3     | x                           | 東序二段55枚目 3–5      | 東序二段66枚目 3–5          |
| 1958年 （昭和33年） | 東序二段70枚目 7–1      | 西序二段33枚目 6–2      | 東三段目100枚目 3–5     | 西序二段筆頭 2–6            | 西序二段8枚目 5–3       | 東三段目93枚目 2–5–1        |
| 1959年 （昭和34年） | 東序二段5枚目 4–4       | 東三段目100枚目 7–1     | 東三段目65枚目 4–4      | 東三段目59枚目 1–7          | 東三段目79枚目 4–4      | 東三段目73枚目 5–3          |
| 1960年 （昭和35年） | 西三段目55枚目 5–3      | 西三段目35枚目 4–4      | 西三段目31枚目 4–4      | 東三段目31枚目 3–4          | 東三段目41枚目 2–5      | 東三段目61枚目 5–2          |
| 1961年 （昭和36年） | 東三段目33枚目 3–4      | 西三段目42枚目 4–3      | 西三段目25枚目 4–3      | 東三段目10枚目 3–4          | 東三段目15枚目 4–3      | 西三段目3枚目 7–0           |
| 1962年 （昭和37年） | 西幕下35枚目 4–3        | 東幕下30枚目 4–3        | 西幕下26枚目 4–3        | 西幕下21枚目 6–1            | 東幕下9枚目 3–4         | 西幕下10枚目 4–3            |
| 1963年 （昭和38年） | 西幕下7枚目 2–5         | 西幕下17枚目 5–2        | 西幕下9枚目 4–3         | 西幕下5枚目 2–5             | 西幕下14枚目 4–3        | 東幕下13枚目 3–4            |
| 1964年 （昭和39年） | 西幕下16枚目 5–2        | 西幕下8枚目 3–4         | 東幕下12枚目 7–0        | 東十両18枚目 4–11           | 東幕下5枚目 4–3         | 西幕下3枚目 2–5             |
| 1965年 （昭和40年） | 西幕下9枚目 5–2         | 西幕下4枚目 4–3         | 東幕下2枚目 3–4         | 東幕下5枚目 4–3             | 東幕下3枚目 2–5         | 東幕下12枚目 5–2            |
| 1966年 （昭和41年） | 東幕下5枚目 3–4         | 西幕下6枚目 7–0         | 西十両13枚目 8–7        | 東十両12枚目 11–4           | 東十両3枚目 5–8–2       | 東十両8枚目 5–10            |
| 1967年 （昭和42年） | 西十両15枚目 8–7        | 西十両12枚目 2–13       | 西幕下13枚目 2–5        | 西幕下18枚目 引退 0–0–7     | x                       | x                           |
| 各欄の数字は、「勝ち-負け-休場」を示す。 優勝 引退 休場 十両 幕下 三賞：敢=敢闘賞、殊=殊勲賞、技=技能賞 その他：★=金星 番付階級：幕内 - 十両 - 幕下 - 三段目 - 序二段 - 序ノ口 幕内序列：横綱 - 大関 - 関脇 - 小結 - 前頭（「#数字」は各位内の序列） |                         |                         |                         |                             |                         |                             |

## 改名歴
- 秋元 久伍（あきもと ひさご）1957年1月場所 - 1959年9月場所
- 津軽國 芳隆（つがるくに よしたか）1959年11月場所 - 1967年7月場所